# Jordi Sabatés
Jordi Sabatés i Navarro (* 23. Oktober 1948 in Barcelona; † 11. Januar 2022 ebendort) war ein spanischer Musiker (Piano, Komposition), der genreübergreifend tätig war und im Umkreis der Nova Cançó zu einer neuen Blüte katalanischer Musik beigetragen hat.

## Leben und Wirken
Sabatés studierte sowohl Physik an der Universität seiner Geburtsstadt als auch Musik am Conservatori Superior de Música del Liceu. 1966 begann er (zunächst als Schlagzeuger) in der Popband Pic-Nic zu spielen, dann gründete er die psychedelische Rockband Om (gleichnamiges Album), mit der er auch als Interpret und Arrangeur bei Werken wie Dioptria (1970) von Pau Riba wirkte. 1971 gründete er seine Fusionband Jarka, mit der er die Alben Ortodoxia und Morgue o Berenice veröffentlichte, bevor er 1973 mit dem Gitarristen Toti Soler (der allen Bandprojekten vorher ebenso angehörte) im Duo das Album Jordi Sabatés y Toti Soler veröffentlichte. Seine Duos mit Tete Montoliu (Vampyria 1974) nahmen die Idee eines mediterranen Jazz voraus. 1977 wurde er zum JazzFest Berlin eingeladen. Sein Album Jordi Sabatés, solos de piano. Duets amb Santi Arisa (1979) wurde im amerikanischen Down Beat mit fünf Sternen und als „Meisterwerk“ qualifiziert.
Weiterhin schuf Sabatés Neuinterpretationen provenzalischer Troubadoure mit Maria del Mar Bonet sowie katalanischer Lieder mit Carmen Bustamante; zudem begleitete er Liedermacher wie Ovidi Montllor oder Quico Pi de la Serra. 1982 erhielt er in der RTVE-Sendung Musical Express Amigos unter der Regie von Àngel Casas die Gelegenheit, mit Kollegen wie Chick Corea, François Rabbath, Carmen Bustamante, Erica Norimar, Santi Arisa und Alfonso de Lucas in verschiedenen Konstellationen aufzutreten. 1983 wurde er für sein Album The Ragtime Dance, eine Wiederbelebung der Musik von Scott Joplin, mit dem Premio Nacional para Empresas Fonográficas ausgezeichnet. In den 1990er Jahren ging er mit Liedermachern wie Maria del Mar Bonet auf Tournee. Weiterhin begleitete er Stummfilmklassiker; so entstanden Alben wie Nosferatu (1992) und Keatonmania (1997). Auch komponierte er Filmmusik für Filme wie Los mares del sur (1992) und Bright Side in D minor (2018), aber auch die Fernsehserie Crònica negra (1988).
El País würdigte Sabatés als eine der „Säulen der Musikszene Barcelonas“, die ihre eigene Identität jenseits der engen Genregrenzen von Folk, Rockmusik, Jazz oder Neuer Musik suchte.
Sabatés starb an den Folgen eines Herzinfarkts.

## Filmografie (Auswahl)
- 1974: Alegría de la confusión (Kurzdokumentarfilm)
- 1975: Taller y obra de Villacasas (Kurzdokumentarfilm)
- 1978: Històries obertes (Fernsehserie, 1 Episode)
- 1981: Nostalgia de comedia muda (Kurzfilm)
- 1988: Crònica negra (Fernsehserie, 1 Episode)
- 1992: Los mares del sur
- 2003: Bola de Nieve (Video Dokumentarfilm)
- 2018: Bright side in D minor (Kurzfilm)